# 吉田憲司 (文化人類学者)
吉田 憲司（よしだ けんじ、1955年8月1日- ）は、日本の文化人類学者。国立民族学博物館名誉教授・元館長、総合研究大学院大学名誉教授。

## 経歴
1955年、京都府京都市で生まれた。京都大学文学部哲学科で学び、1977年に卒業。大阪大学大学院文学研究科に進み、1989年に博士課程を修了した。終了時に提出した学位論文は『チェワ社会における仮面と変身信仰の研究』で、学術博士号を取得。
1987年、大阪大学文学部助手に採用された。1988年、国立民族学博物館助手に転じた。1993年に助教授、2000年に教授昇格。2015年に国立民族学博物館副館長に就任。2017年に館長となった。2025年3月末をもって、定年退官。同名誉教授、総合研究大学院大学名誉教授。

## 受賞・栄典
- 1992年：『仮面の森』で日本アフリカ学会研究奨励賞を受賞。
- 1999年：『文化の「発見」』で第22回サントリー学芸賞を受賞。
- 1999年：『文化の「発見」』で第1回木村重信民族藝術学会賞を受賞。

## 研究内容・業績
専門は文化人類学で、アフリカを主なフィールドとしている。仮面や儀礼、キリスト教聖霊教会の動向についてのフィールド・ワークを続ける一方、ミュージアム（博物館・美術館）における文化の表象のあり方を研究し、その作業から得られた知見を反映した展示活動を国内外で展開している。

## 著作
著書
- 『仮面の森：アフリカ、チャワ社会における仮面結社、憑霊、邪術』講談社 1992
- 『文化の「発見」：驚異の部屋からヴァーチャル・ミュージアムまで』岩波書店 1999
- 『文化の「肖像」：ネットワーク型ミュージオロジーの試み』岩波書店 2013
- 『文化の「発見」：驚異の部屋からヴァーチャル・ミュージアムまで』岩波書店(岩波人文書セレクション) 2014
- 『宗教の始原を求めて：南部アフリカ聖霊教会の人びと』岩波書店 2014
- 『仮面の世界をさぐる：アフリカとミュージアムの往還』臨川書店 2016

編著
- 『赤道アフリカの仮面』 端信行共編、国立民族学博物館 1990
- 『仮面は生きている』編著、岩波書店、1994
- 『異文化へのまなざし：大英博物館と国立民族学博物館のコレクションから』ジョン・マック共編、NHKサービスセンター 1997
- Japanese Civilization in the World XVⅡ Collection and Representatiom (Edited with Tadao Umesao and Angus Lockyer). Senri Ethnological Studies no.54. National Museum of Ethnology. 2001.[3]
- 『柳宗悦と民藝運動』熊倉功夫共編、思文閣出版 2005
- Symposium Africa 2001  Representing African Art and Cultures (Edited with Yukiya Kawaguchi). Senri Ethnological Reports 54. National Museum of Ethnology. 2005. ISSN 1340-6787.
- Preserving the Cultural Heritage of Africa: Crisis or Renaissance? (Edited with John Mack). Oxford: James Currey. 2008.[4]
- 『アジアとヨーロッパの肖像』ブライアン・ダランズ共編代表、朝日新聞社 2008
- 『博物館概論』編著、放送教育振興会 2011

展示・展覧会活動
- 「赤道アフリカの仮面」国立民族学博物館 1990
- 「ものの広場」国立民族学博物館、1996
- 「異文化へのまなざし」国立民族学博物館・世田谷美術館 1997-1998
- 「地球をぐるり：世界の仮面・不思議な変身の道具たち」堺市博物館、2000
- 「世界を集める：研究者のみたみんぱくコレクション」国立民族学博物館、2007-2008
- 「アジアとヨーロッパの肖像」国立民族学博物館 2008[5]
- 「アフリカ展示」国立民族学博物館 2009
- 「アフリカの美：ピカソ、モディリアーニたちを魅了した造形」ＭＯＡ美術館 2009
- 「民族学者 梅棹忠夫の眼」国立民族学博物館 2011
- 「ビーズ イン アフリカ」神奈川県立近代美術館(葉山) 2012
- 「武器をアートに：モザンビークにおける平和構築」国立民族学博物館 2013

東京芸術大学大学美術館 2015
- 「イメージの力：国立民族学博物館コレクションにさぐる」国立新美術館・国立民族学博物館 2014

郡山市立美術館 2015
香川県立ミュージアム 2016